# Giorgio Albertazzi
Giorgio Albertazzi (Fiesole, Toscana, 20 d'agost de 1923 - Roccastrada, Toscana, 28 de maig de 2016) va ser un actor i director de teatre italià.
De jove es va adherir a la República Social Italiana (Salò), en la que va assolir el rang de tinent. A la fi de la Segona Guerra Mundial va ser empresonat durant dos anys per col·laboracionista. Fou amnistiat per Palmiro Togliatti i va estudiar arquitectura. El 1949 va treballar en Troilos i Crèssida, de Shakespeare, dirigit per Luchino Visconti, iniciant una carrera llarga i productiva Des de principis dels anys 1950 també es va veure a la gran pantalla i va aparèixer en més de 50 pel·lícules. A partir de 1969, va dirigir diverses pel·lícules de televisió, entre les quals la minisèrie George Sand el 1981. Des del 2003, va ser el director del Teatro di Roma. Es recorda la seva labor al costat de l'actriu Anna Proclemer. El 2007, Albertazzi es va casar amb la seva parella habitual, Pia de Tolomei, 36 anys més jove que ell
En 1996 va ser condecorat Cavaller gran creu de Orde al Mèrit de la República Italiana i el 2002 rep la Medaglia d'oro ai benemeriti della cultura e dell'arte.

## Filmografia

### Actor

#### Cinema
- Lorenzaccio, dirigida per Raffaello Pacini (1951)
- Art. 519 codice penale, dirigida per Leonardo Cortese (1952)
- Don Camillo, dirigida per Julien Duvivier (1952)
- Gioventù alla sbarra, dirigida per Ferruccio Cerio (1953)
- I Piombi di Venezia, dirigida per Gian Paolo Callegari (1953)
- Le marchand de Venise, dirigida per Pierre Billon (1953)
- Tradita, dirigida per Mario Bonnard (1954)
- Delirio, dirigida per Pierre Billon i Giorgio Capitani (1954)
- Uomini ombra, dirigida per Francesco De Robertis (1954)
- Labbra rosse, dirigida per Giuseppe Bennati (1960)
- Morte di un bandito, dirigida per Giuseppe Amato (1961)
- L'Année dernière à Marienbad, dirigida per Alain Resnais (1961)
- Die Rote, dirigida per Helmut Käutner (1962)
- Eva, dirigida per Joseph Losey (1962)
- Violenza segreta, dirigida per Giorgio Moser (1963)
- Ti ho sposato per allegria, dirigida per Luciano Salce (1967)
- Caroline chérie, dirigida per Denys de La Patellière (1968)
- Gradiva, dirigida per Giorgio Albertazzi (1970)
- The Assassination of Trotsky, dirigida per Joseph Losey (1972)
- La nottata, dirigida per Tonino Cervi (1974)
- 5 donne per l'assassino, dirigida per Stelvio Massi (1974)
- Mark il poliziotto, dirigida per Stelvio Massi (1975)
- Tutti gli anni una volta l'anno, dirigida per Gianfrancesco Lazotti (1994)
- Fatal Frames - Fotogrammi mortali, dirigida per Al Festa (1996)
- Crimine contro crimine, dirigida per Aldo Florio (1998)
- Li chiamarono... briganti!, dirigida per Pasquale Squitieri (1999)
- Tutta la conoscenza del mondo, dirigida per Eros Puglielli (2001)
- L'avvocato De Gregorio, dirigida per Pasquale Squitieri (2003)
- Ora e per sempre, dirigida per Vincenzo Verdecchi (2004)
- AD Project, dirigida per Eros Puglielli (2006)
- La rabbia, dirigida per Louis Nero (2008)
- C'è chi dice no, dirigida per Giambattista Avellino (2011)
- Un'avventura romantica, dirigida per Davide Cavuti (2016)
- La sindrome di Antonio, dirigida per Claudio Rossi Massimi (2016)

#### Televisió
- Delitto e castigo, dirigida per Franco Enriquez - drama televisiu, emès el 12 març 1954.
- Spettri, dd Henrik Ibsen, dirigida per Mario Ferrero - teatro, emesa il 28 octubre 1954.
- Un premio per Bruno Rossi, original televisiu d’Aldo Nicolaj, dirigida per Silverio Blasi, emès el 17 maig 1955
- Piccolo mondo antico - minisèrie, emesa el 1957.
- L'idiota, dirigida per Giacomo Vaccari - minisèrie, emesa del 26 setembre al 17 octubre 1959.
- La foresta pietrificata, dirigida per Franco Enriquez (1959)
- Vita di Dante, dirigida per Vittorio Cottafavi - minisèrie, emesa dal 12 al 19 desembre 1965.
- Don Giovanni, dirigida per Vittorio Cottafavi - telefilm (1967)
- Jekyll, dirigida per Giorgio Albertazzi - minisèrie emesa dal 16 febrer al 9 març 1969
- Il matrimonio di Figaro, de l'òpera de Pierre-Augustin Caron de Beaumarchais, dirigida per Sandro Sequi, emesa al Secondo programma el 28 gener 1972
- La folie Almayer, dirigida per Vittorio Cottafavi - telefilm (1973)
- Philo Vance, dirigida per Marco Leto - minisèrie (1974)
- Passioni, dirigida per Fabrizio Costa - serie TV (1993)
- La rivale, dirigida per Alain Nahum - telefilm (1999)
- La casa delle beffe, dirigida per Pier Francesco Pingitore - minisèrie (2000)
- Il giorno della Shoah, dirigida per Pasquale Squitieri - telefilm (2010)

### Director

#### Cinema
- Gradiva (1970)

#### Televisió
- Jekyll – minisèrie (1969)
- La fastidiosa di Franco Brusati (1973)
- La governante di Vitaliano Brancati, intèrpret i director – drama televisiu (1978)
- George Sand – minisèrie (1981)
- La professione della signora Warren de George Bernard Shaw, amb Gabriele Antonini, Luca Dal Fabbro, Gabriele Ferzetti, Franco Graziosi, Franca Rame, Mariella Lo Giudice, prosa, emesa el 21 desembre 1981.
- Colui che non sta al gioco, comèdia d’Hugo von Hofmannsthal (1985)[4]
- Gli angeli del potere – telefilm (1988)

## Llibres
- La nave dei liberti, Bologna, Cappelli, 1953.
- Pilato sempre, Milano, Ghisoni, 1973.
- Uomo e sottosuolo, Milano, Ghisoni-Contemporanea, 1976.
- Un perdente di successo, Milano, Rizzoli, 1988. ISBN 88-17-53014-X.
- Poesie e pensieri, a cura di Pia Tolomei di Lippa, Mariangela D'Abbraccio, Eugenio Murrali, Walter Veltroni, Bologna, Cue Press, 2020. ISBN 9788855100465.

## Reconeixements
- Globo d'oro
  - 2003 – Candidatura al millor actor per L'avvocato De Gregorio
- Premi Flaiano secció teatre
  - 1993 – Premi a la carrera[5]
- Premi Ubu
  - 1980/1081 – Millor actor per Re Nicolò